# Ратлам (округ)
Ратлам (хинди रतलाम जिला; англ. Ratlam) — округ в индийском штате Мадхья-Прадеш. Образован в 1948 году. Административный центр — город Ратлам. Площадь округа — 4861 км². По данным всеиндийской переписи 2001 года население округа составляло 1 215 393 человека. Уровень грамотности взрослого населения составлял 67,2 %, что выше среднеиндийского уровня (59,5 %). Доля городского населения составляла 30,3 %.